# Železniční stanice Lehavim-Rahat
Železniční stanice Lehavim-Rachat (hebrejsky: תחנת הרכבת להבים – רהט, Tachanat ha-rakevet Lehavim-Rahat) je železniční stanice na železniční trati Tel Aviv-Beerševa v Izraeli.
Leží v jižní části Izraele, na severním okraji Negevské pouště, v nadmořské výšce cca 280 metrů. Je situována na západní okraj města Lehavim, poblíž křižovatky dálnice číslo 40 a dálnice číslo 31. 4 kilometry severozápadně odtud leží velké beduínské město Rahat.
Stanice byla otevřena v červnu 2007 v rámci širších investic směřujících k posílení a zahuštění železniční obslužnosti izraelského jihu. Je obsluhována autobusovými linkami společnosti Egged. Jsou tu k dispozici parkovací místa pro automobily a veřejný telefon.